# منتخب جمهورية إفريقيا الوسطى تحت 20 سنة لكرة القدم
منتخب جمهورية أفريقيا الوسطى تحت 20 سنة لكرة القدم هو ممثل جمهورية أفريقيا الوسطى الرسمي في المنافسات الدولية في كرة القدم في فئة كرة قدم تحت 20 سنة للرجال
، يديريه اتحاد جمهورية أفريقيا الوسطى لكرة القدم.